# Ouratea trollii
Ouratea trollii är en tvåhjärtbladig växtart som beskrevs av Herman Otto Sleumer. Ouratea trollii ingår i släktet Ouratea och familjen Ochnaceae. Inga underarter finns listade i Catalogue of Life.